# Tropisternus crassus
Tropisternus crassus är en skalbaggsart som beskrevs av Sharp 1882. Tropisternus crassus ingår i släktet Tropisternus och familjen palpbaggar. Inga underarter finns listade i Catalogue of Life.